# Paola Bragantini
Paola Bragantini (Torino, 25 giugno 1974) è una bibliotecaria e politica italiana.

## Biografia
Nata a Torino nel 1974, nel quartiere di Lucento. Dopo aver conseguito la maturità alla Sacra Famiglia, si è laureata in Scienze Politiche e consegue un Master in biblioteconomia con il massimo dei voti.
Ha lavorato come bibliotecaria presso l’Università degli Studi di Torino, l’Istituto Gramsci e il Museo d'arte contemporanea del Castello di Rivoli.

### Attività politica
Inizia a fare politica nel 1993, anno in cui s'iscrive alla sezione del Partito Democratico della Sinistra in Borgo Vittoria, dove è diventata segretaria prima di sezione e poi dell'Unione dei Democratici di Sinistra.
Nel 2001 viene eletta coi DS consigliera nella circoscrizione 5 di Torino e riconfermata nel 2006.
Ricopre la carica di presidente della circoscrizione 5 di Torino dal 2008 fino al 2013, quando si dimette per la candidatura alle politiche del 2013, è anche segretaria provinciale del PD dal 2010.

### Elezione a deputata
Alle elezioni politiche del 2013 viene candidata alla Camera dei deputati, tra le liste del Partito Democratico nella circoscrizione Piemonte 1, ed è eletta come deputata della XVII legislatura della Repubblica Italiana.
Il 15 maggio 2014, quando sei colleghi dem (Maria Gaetana Greco, Maria Tindara Gullo, Tommaso Ginoble, Maria Amato, Gero Grassi e l' ex Ministro Beppe Fioroni) votano contro il via libera all'arresto di Francantonio Genovese e il resto del partito invece vota a favore, lei si astiene.
Alle elezioni politiche del 2018 viene candidata nel collegio uninominale di Torino-Vallette per la Camera dei deputati, ma manca la rielezione.

### Dopo l'esperienza parlamentare
Dopo la fine del mandato, e la sconfitta nel collegio uninominale a cui era candidata, non avendo un lavoro a tempo indeterminato a cui tornare si è messa a fare la tassista, con il nome di "Parigi 12",  per diventare poi rappresentante sindacale della Federtaxi di Torino. Nell'aprile 2022 è stata nominata dal Comune di Torino presidente della Amiat, l'Azienda raccolta rifiuti del gruppo Iren della città.